# El a kezekkel a Papámtól!
Az El a kezekkel a Papámtól! 2021-ben bemutatott magyar film Dobó Kata és Gulyás Buda rendezésében. 2021. december 9-én mutatták be.
A film 2022-ben elnyerte a legjobb mozifilm díját a San Diegó-i Nemzetközi Gyermekfilm Fesztiválon.

## Rövid történet
A főszereplő Dorka (Marczinka Bori), akinek apja (Bokor Barna) újranősül, és ő mostohát (Pálmai Anna) kap, akiről kiderül, hogy boszorkány.

## Szereplők
- Marczinka Bori: Szemerei Dorka
- Csobot Adél: Harmat Eszter, énekesnő, segítő a Varázsliget gyerektáborban
- Bokor Barna: Szemerei András, nemrég megözvegyült ügyvéd, Dorka apja
- Elek Ferenc: Kálmi, szakács-feltaláló
- Gubás Gabi: Lázár Kamilla, a Varázsliget gyerektábor vezetője
- Járai Máté: Hudák Alfonz, barlanglakó a tábor közelében lévő Fátyol-erdőben, a gyerekek zajongásának állandó elszenvedője
- Nagypál Gábor: Frici, kertész és bűvész
- Pálmai Anna: Merényi Viola, András új élettársa
- Pindroch Csaba: Dr. Szilágyi, orvos
- Zsurzs Kati: Margó, házvezetőnő
- Borovics Tamás: bankigazgató
- Magyar Attila: plébános

## Nézettség, bevétel
A nézettségi adatok szerint  37 701 jegyet adtak el rá, és ezzel az eredménnyel mintegy 58 346 218 Ft bevételt termelt a jegypénztáraknál.

## Fogadtatás
A Port.hu oldalán 5.7 pontos értékelést ért el 51 szavazat alapján. A Hetedik Sor portál öt pontot adott a filmre a tízből. Az IGN Hungary kritikusa, Benke Attila 4.5 pontot adott a filmre a tízből.